# Thematische kaart
Een thematische kaart is een kaart waarop kenmerken (grootheden) van één of meerdere thema's zijn afgebeeld. Voorbeelden zijn bodem-, bevolkingsdichtheden-, klimaat- en grondgebruikkaarten. Als extra informatie voor de oriëntatie wordt vaak een beperkte set topografische zaken toegevoegd, zoals belangrijke plaatsen, rivieren, landsgrenzen en soms ook hun toponiemen. Is een kaart niet topografisch dan is zij thematisch. Het doel van thematische kaarten is het kunnen analyseren van een verschijnsel, op spreiding en voorkomen daarvan, zowel voor beleidsondersteuning, als ook opleiding en onderzoek.

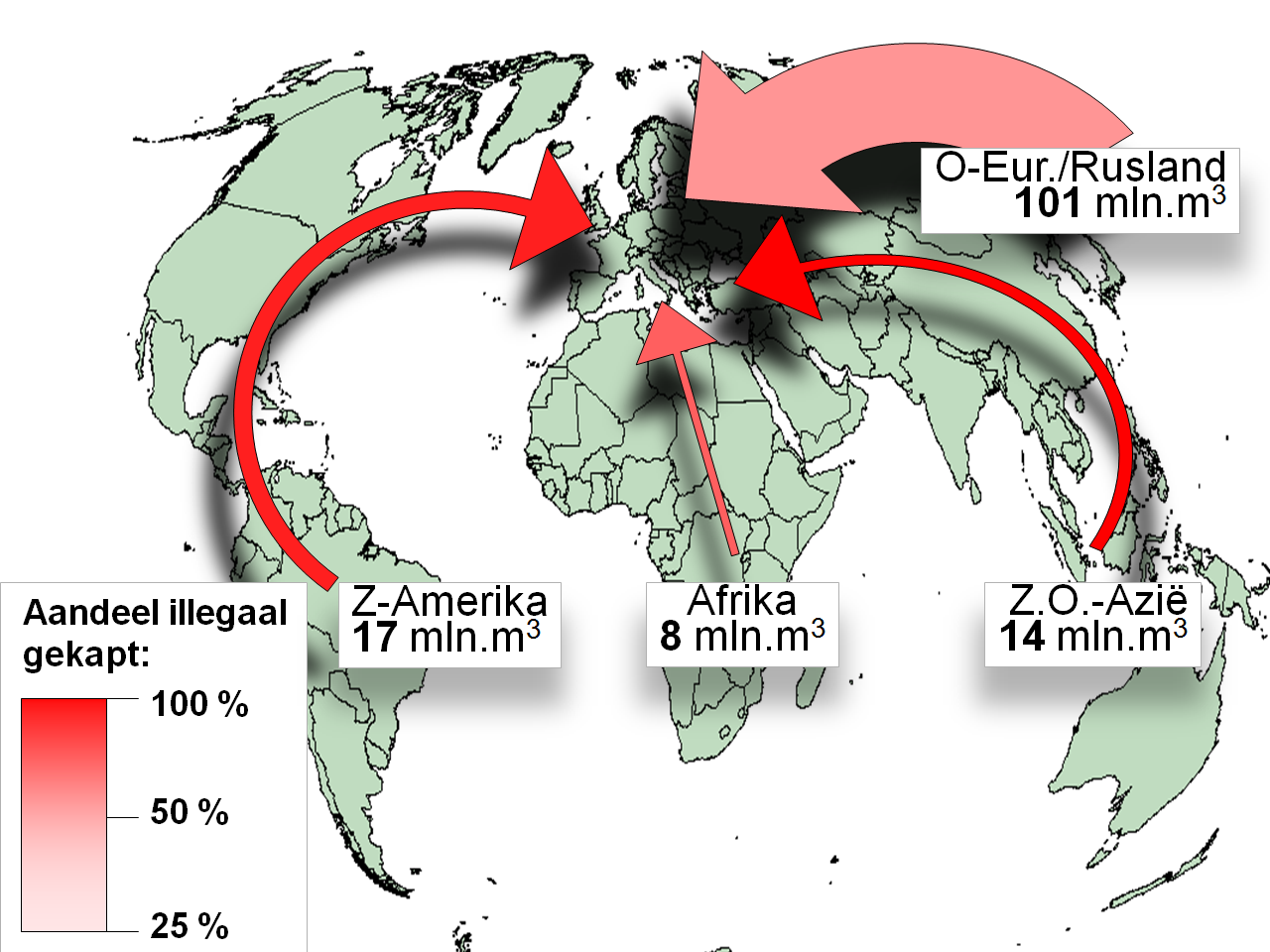
Een van de acht verschillende soorten thematische kaarten die er zijn: een bewegingskaart. Het thema is hier: houttransport. Het kenmerk dat gevisualiseerd wordt, is richting van het transport én vermeende illegaliteit van de herkomst.

## Classificatie en kleurgebruik
Bij het maken van een kaart wordt per definitie een bepaalde grootheid van een bepaald thema (zoals houttransport, bereikbaarheid of bevolkingsdichtheid) geclassificeerd op basis van met een bepaalde meetschaal ingewonnen data. De visualisatieschaal (nominaal, binair, ordinaal, interval, ratio) en het aantal klassen dat gebruikt wordt bij het visualiseren kan afwijken van dat van de meetschaal. Per definitie zal dat zo klein mogelijk moeten zijn, én afgestemd op het gebruik van de kaart. Pas dan is er niet meer sprake van data, maar informatie.

## Voorbeelden
- De kadastrale kaart van het Kadaster is een kaart waarop alleen de eigendommen (en ter oriëntatie de huizen) zijn weergegeven.
- De bodemkaart waarop de grondsoorten (zand, klei, veen enz.) zijn weergegeven.
- Atlassen bevatten veel thematische kaarten: bevolkingsdichtheid, landschapstypes, klimaatgebieden enzovoorts.

## Kaartsoorten
Hieronder zullen acht kaartsoorten aan bod komen. Vroeger werden kaartsoorten vaak ingedeeld op het soort thematische informatie of de inhoud die zij vertolken; fysisch geografisch, bodemkundig, toeristische, sociaal-economisch, et cetera. Een dergelijke indeling wordt tegenwoordig niet zinvol geacht. Zij zal immers nooit echt alle te bedenken kaartsoorten omvatten, bovendien is de onderverdeling arbitrair. Hieronder is een tegenwoordig gangbaardere indeling gemaakt, namelijk de techniek die gebruikt wordt om de thematische informatie te visualiseren. Dit is een eindig aantal manieren: acht.
In de voorbeelden die de revue passeren wordt vrijwel steeds één thema in beeld gebracht: de bevolking. Duidelijk zal worden dat de kaartsoorten, ook al zijn ze gebaseerd op dezelfde gegevenssoort, steeds een héél ander beeld geven van dat thema. De keuze van welke kaartsoort gebruikt dient te worden is dan ook een belangrijke keuze en hangt af van de boodschap die men heeft.

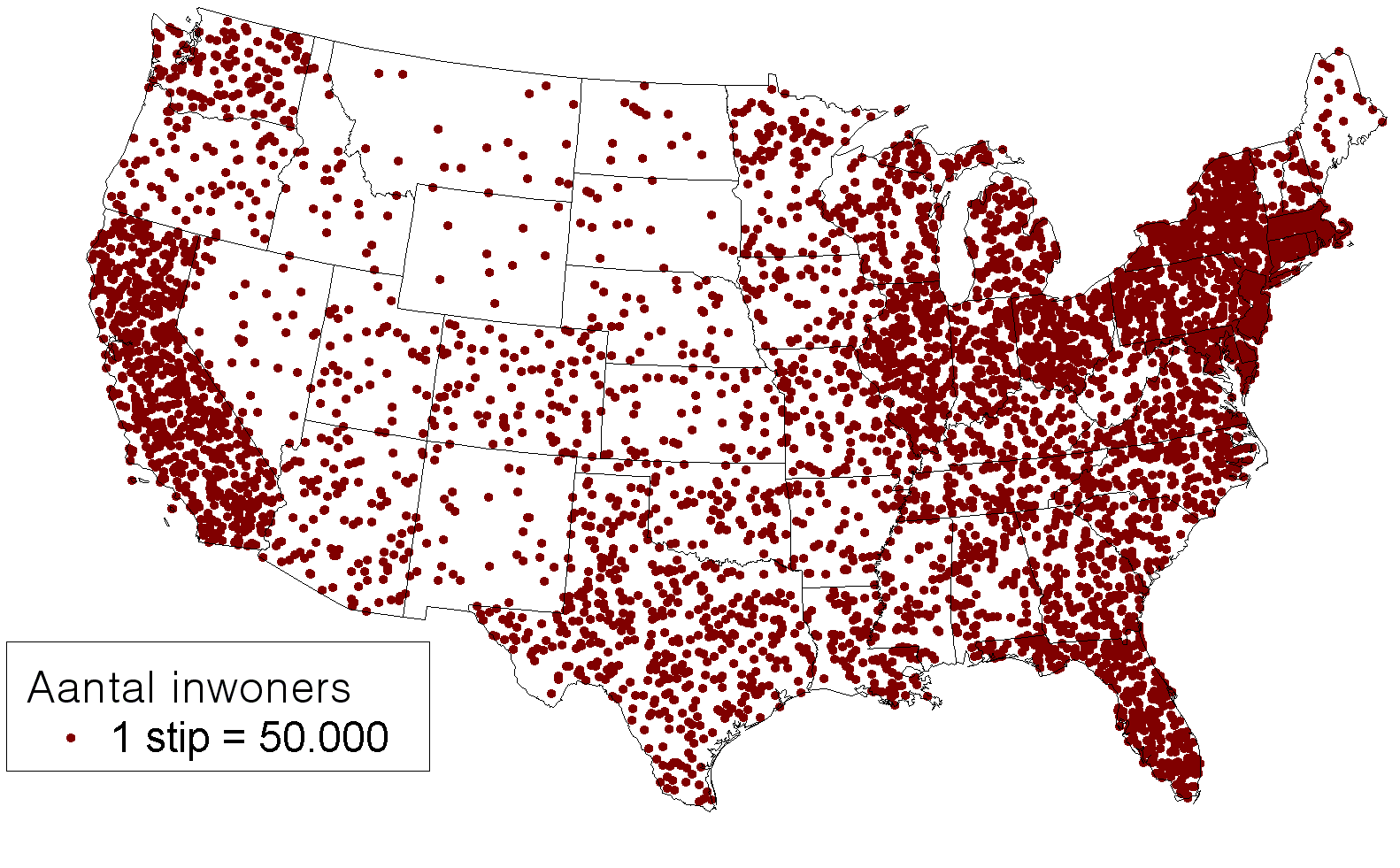
Stippenkaart

## Stippenkaart
Algemeen: Bij een stippenkaart worden statistische gegevens - aantallen/voorkomens - van een bepaald fenomeen getekend als stippen, al of niet gebundeld ('één stip = 100 sterfgevallen'). Administratieve gebieden, zoals gemeenten of provincies, worden vaak weergegeven als oriëntatie. Dit is een vrij zuivere methode van representeren van de informatie, ook al is de grootte van de stippen van invloed op de te herkennen verbanden. Het geeft eerder de spreiding weer dan de aantallen, omdat voor het oog erg lastig is om 'alle stippen op te tellen'.
In de voorbeeldkaart is het thema de inwoners van VS. De stippenkaart geeft veel details, is zuiver, maar geeft het verschijnsel niet geclassificeerd weer.

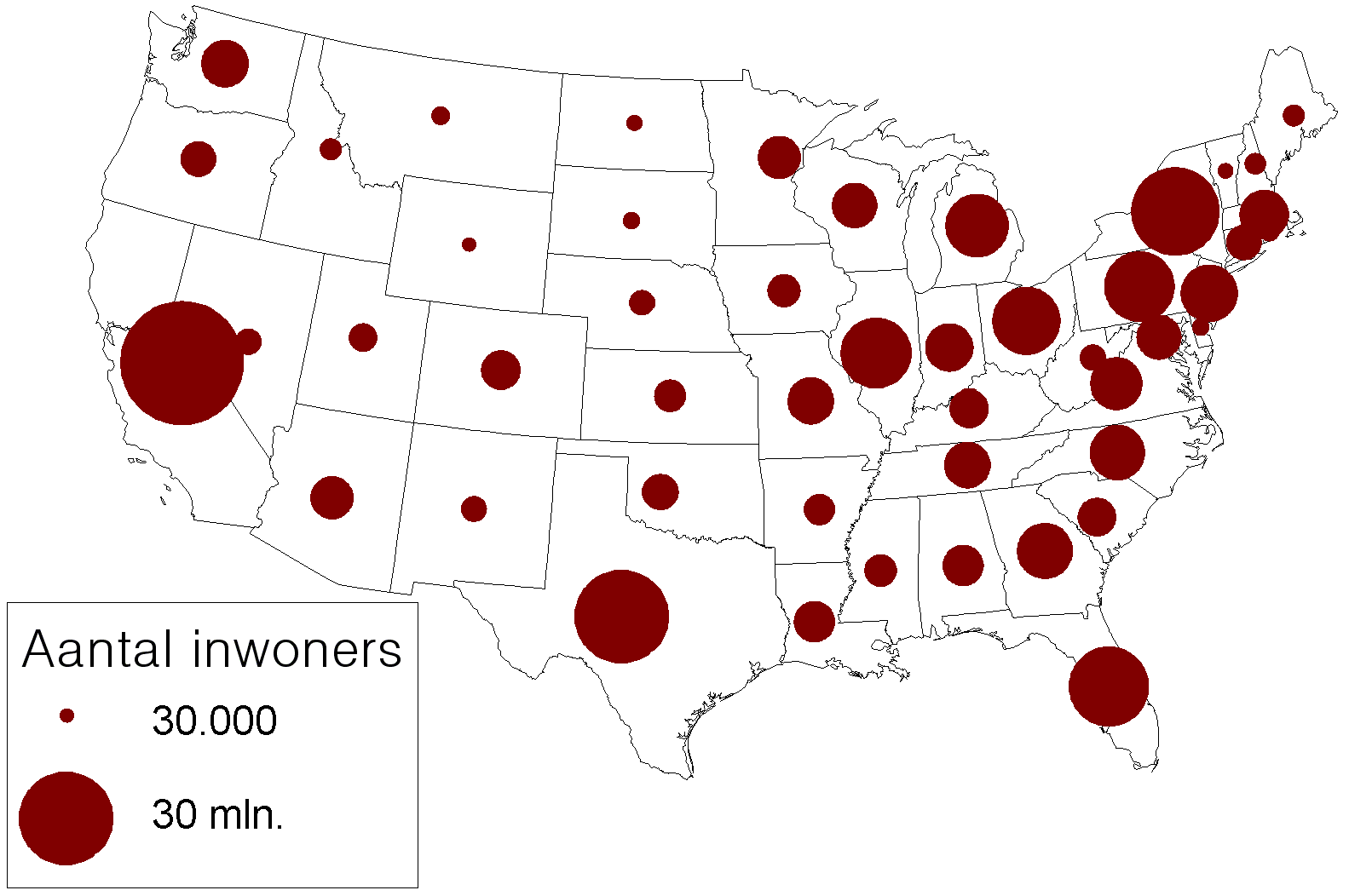
Figuratieve kaart

## Figuratieve kaart
Algemeen: Een figuratieve kaart is gelijkaardig aan de stippenkaart, maar de stippen kunnen nu in grootte verschillen en zijn ingetekend per (administratief) gebied. Een voorbeeld is een stedenkaart van Nederland, waarin de grootte van elk symbool van de stad gebaseerd is op het aantal inwoners. Het geeft de spreiding niet zozeer weer, maar juist de aantallen.
In de voorbeeldkaart worden dezelfde gegevens weergegeven als bij de stippenkaart. Echter, nu zijn de stippen de opgetelde versie van één gebied (in dit geval: één staat). Gevaar is het samensmelten van de stippen, waardoor nog meer informatie dan bedoeld verloren gaat.

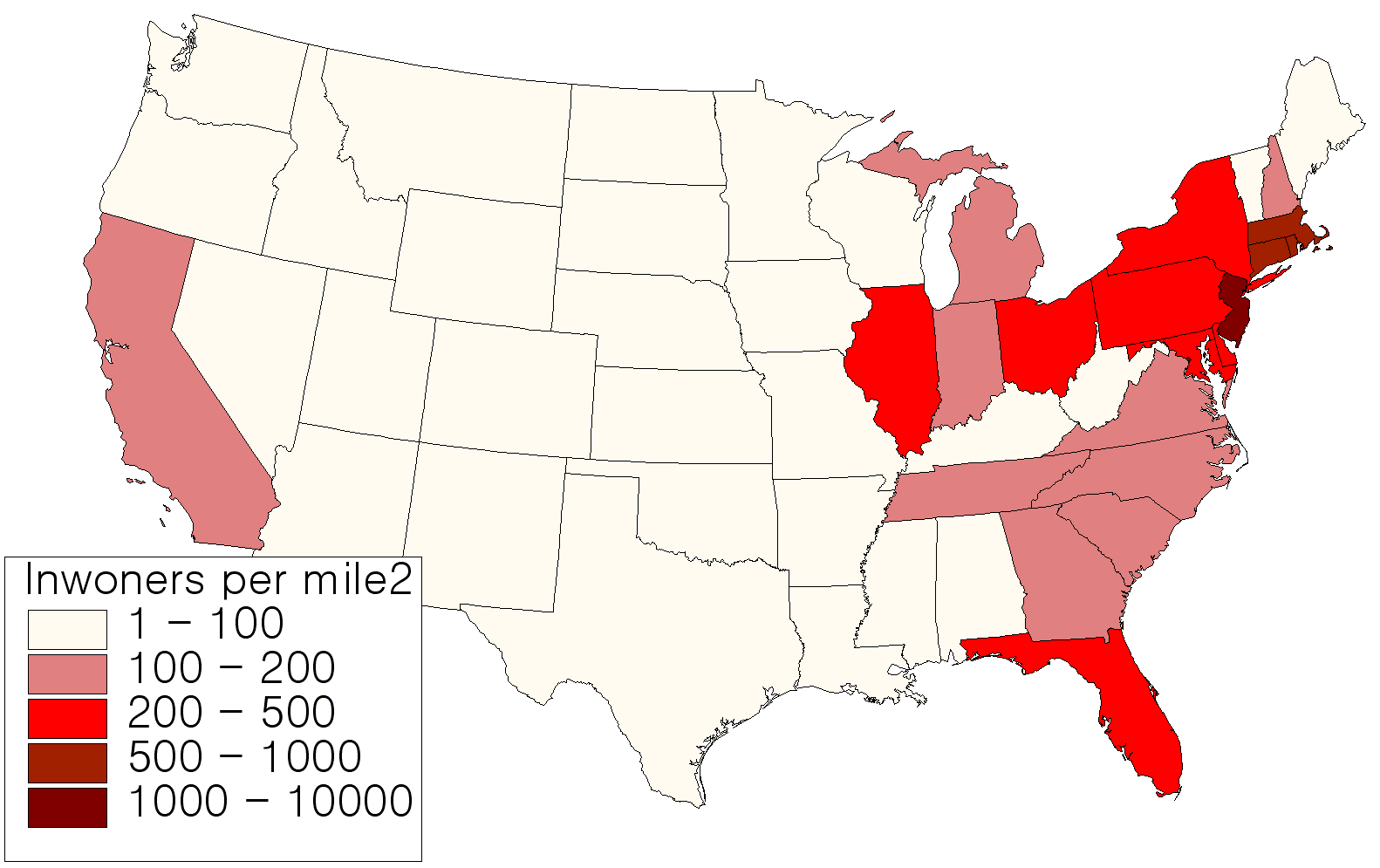
Choropleet

## Choropleet

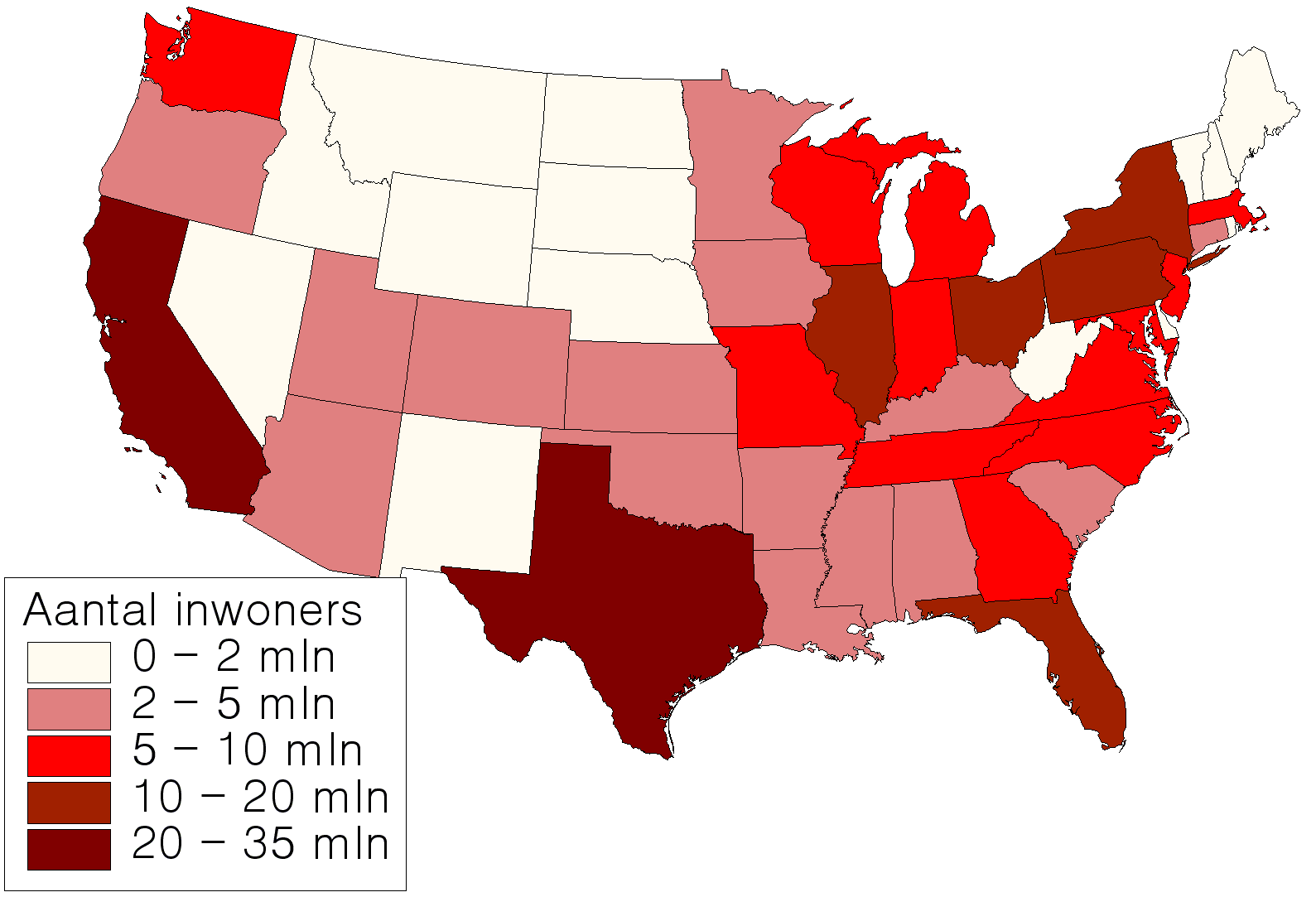
Fout toegepaste choropleet

Algemeen: Bij een choropleet worden statistische gegevens - aantallen/voorkomens - van een bepaald fenomeen omgerekend naar aantallen per hectare, hierbij ingedeeld naar vaak arbitraire (administratieve) gebieden, zoals gemeenten of provincies. Een Choropleet wordt aangegeven in 1 kleur, met verschillende tinten erin. Bevolkingsdichtheid per provincie is hiervan een voorbeeld. In de legenda mag maar van één kleur gebruikgemaakt worden, die in helderheid/grijswaarde/intensiteit van 0 tot 100% mag toenemen. Indien goed toegepast, dat wil zeggen, binnen de verschillende administratieve gebieden is de verdeling vrij homogeen, is dit een eerlijke methode van presenteren van de gegevens. Er is veel verlies van detail, maar er is veel aandacht voor het algemene beeld van het verschijnsel. Het woord choropleet is gevormd uit de Griekse woorden choros (gebied) en plethos (waarde). Kenmerk van een choropleet is dat de aantallen altijd per oppervlakte-eenheid worden weergegeven (bijvoorbeeld het aantal cafés per km2).
In de (goede) voorbeeldkaart wordt (in klassen) de dichtheid weergegeven van het verschijnsel op basis van 'oplopende' / volgordelijke (in dit geval van lichtrood naar donkerrood) kleuren. Het gaat hier om de bevolkingsdichtheid. Doordat nu met klassen wordt gewerkt, is dit overzichtelijker dan de figuratieve kaart, maar er verlies van data. De aantallen inwoners als kleine labels in de staten was een oplossing geweest.
In de fout toegepaste voorbeeldkaart is geen rekening gehouden met het oppervlak van een staat; alléén dichtheden mogen worden weergegeven, niet aantallen - in dit geval: bevolkingsgetallen per staat. Met name het dunbevolkte Texas is mede door zijn grootte veel te donker gekleurd en dus te opvallend gemaakt; de kaart geeft een compleet verkeerd beeld van de bevolking in de VS; vergelijk Texas bij de juiste choropleet.

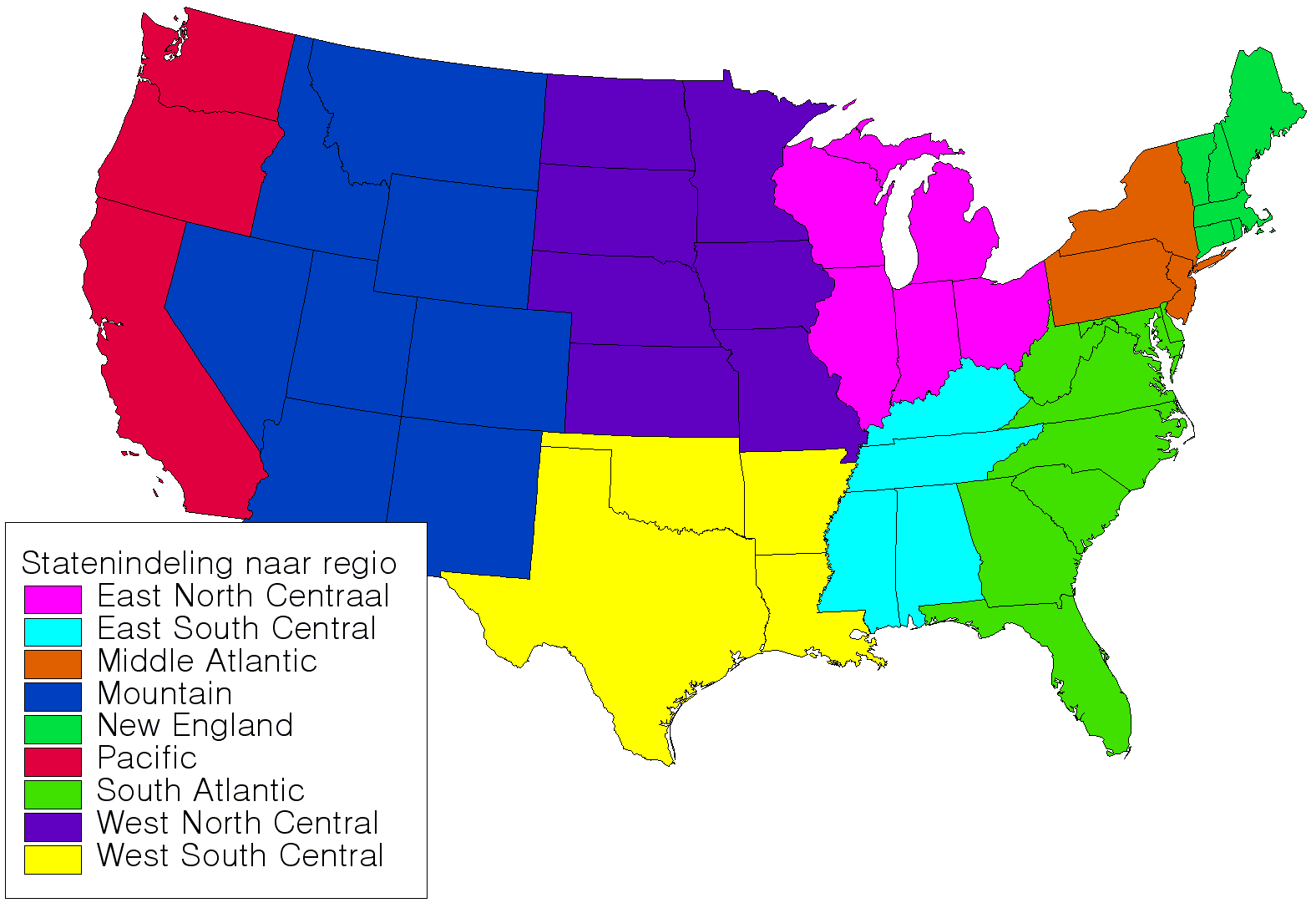
Chorochromatische kaart

## Chorochromatische kaart
Algemeen: Chorochromatische kaarten geven kwalitatieve verschillen tussen gebieden weer. De gebieden mogen eigenlijk geen administratieve grenzen hebben; de grenzen dienen echt overeen te komen met de kwalitatieve grenzen. Voorbeelden zijn: een bodemkaart en een gemeentekaart met wijken waar prostitutie wél en waar niet wordt gedoogd.
In de voorbeeldkaart zijn staten die bij elkaar horen, regio's, met één kleur weergegeven. De kleuren mogen niet volgordelijk zijn, omdat de gebieden gelijkwaardig worden geacht. NB: Er zijn veel kleuren; de regio's labelen in de kaart was een goede toevoeging geweest.

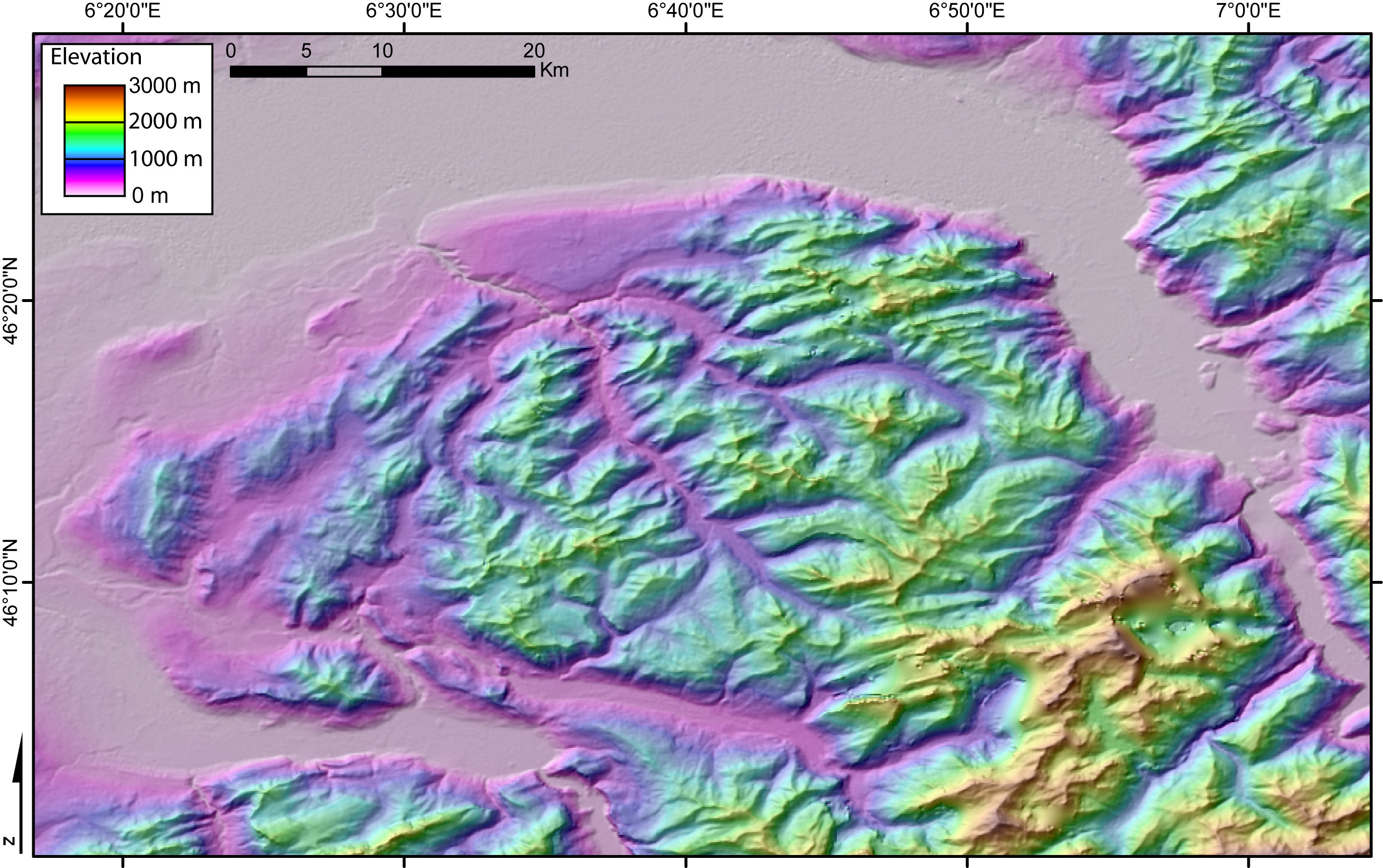
Isolijnenkaart

## Isolijnenkaart
Algemeen: Een isolijnenkaart geeft een verschijnsel (hoogte, diepte of vervuilingsgraad) weer op basis van lijnen die gelijke waarden weergeven. Zie Isopleet voor voorbeelden.
Over de voorbeeldkaart: Dit is een bijzondere isolijnenkaart, omdat de ruimte tussen de isolijnen/isohypse ook nog eens zijn ingekleurd. De kaart is bovendien ook nog eens (geautomatiseerd met een GIS) voorzien van schaduw. Hierdoor is deze isolijnenkaart zeer goed en snel te interpreteren als hoogtemodel (Chablais, Zwitserland/Frankrijk).

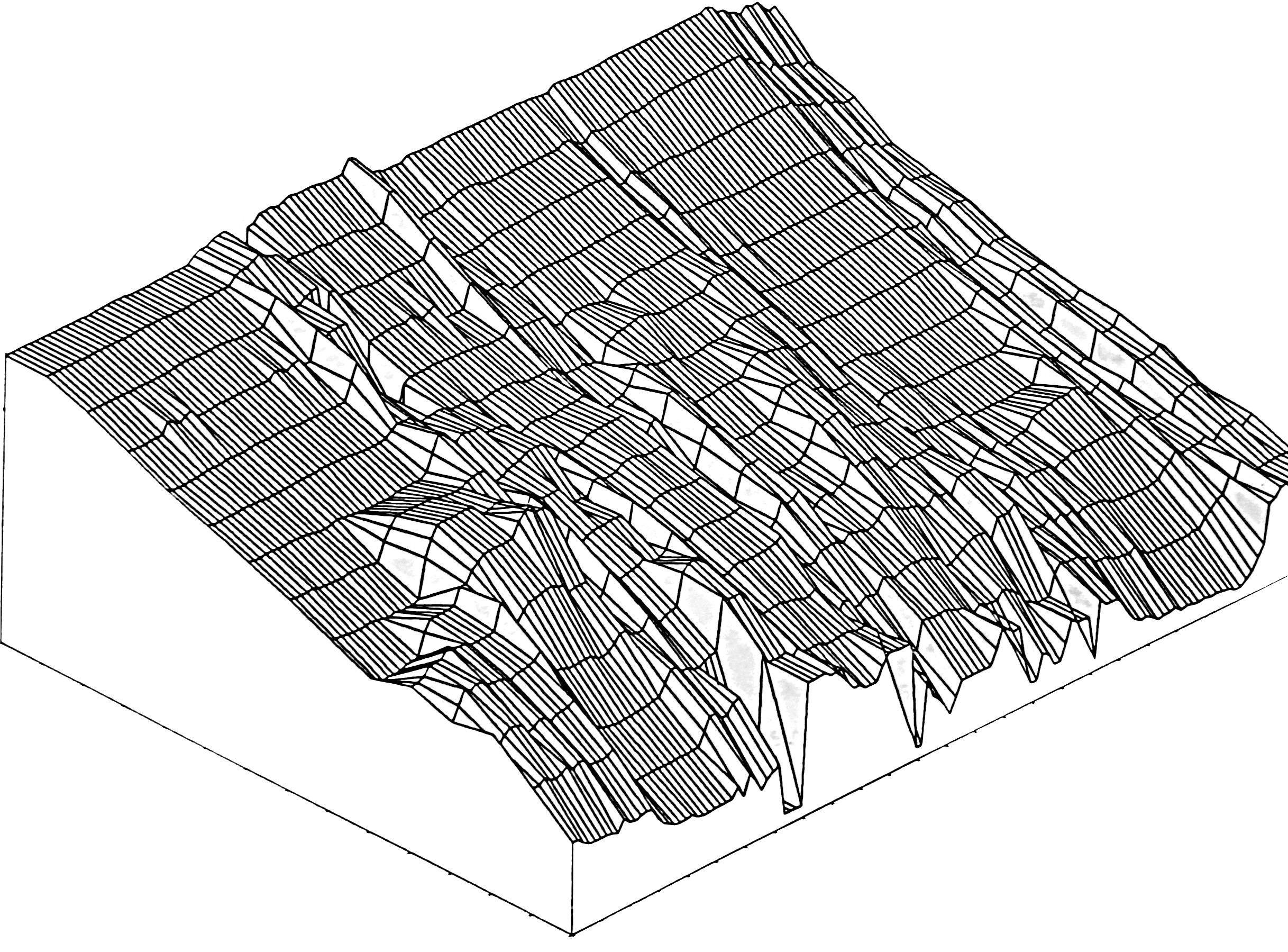
Ruimtelijk model

## Ruimtelijk model
Algemeen: Een ruimtelijk model, ook wel digital elevation/terrain model (of DEM / DTM) of driedimensionale kaart, kan dezelfde gegevens representeren als de isolijnenkaart, echter, de gegevens (hoogte, vervuilingsgraad of criminaliteit) worden door middel van een hoogtemodel weergegeven. De hoogte wordt (ten opzichte van de x- en y-as) vaak overdreven weergegeven, in ieder geval met een grotere schaal. Dit kan zeer duidelijk extremen overbrengen, en kan daardoor goed ingezet worden om de ernst van de situatie op een originele en manier bij bestuurders over te brengen. Criminaliteitscijfers van een stad, bijvoorbeeld, zijn dan als een 'gebergte van opzij' goed inzichtelijk te maken. De grootste toppen (in dit voorbeeld wellicht het centrum en bepaalde achterstandswijken) maken op die wijze veel indruk, maar kunnen gegevens daarachter verbergen. Het aanzicht van zo'n model en de hoogte van de toppen zullen daardoor aan de cartograaf extra aandacht vragen.
In de voorbeeldkaart is te zien dat de hoogte niet met isolijnen of kleuren, maar met een derde dimensie wordt weergegeven; er ontstaat een ruimtelijk model in plaats van een platte kaart. Naast de x- en de y- is er dus ook een z-coördinaat. Hier is de helling van een stuk strand te zien, rechtsonder de zee, linksboven de duinvoet. Een combinatie van een (ingekleurde) isolijnenkaart met een ruimtelijk model maakt de kaart nog sneller leesbaar.

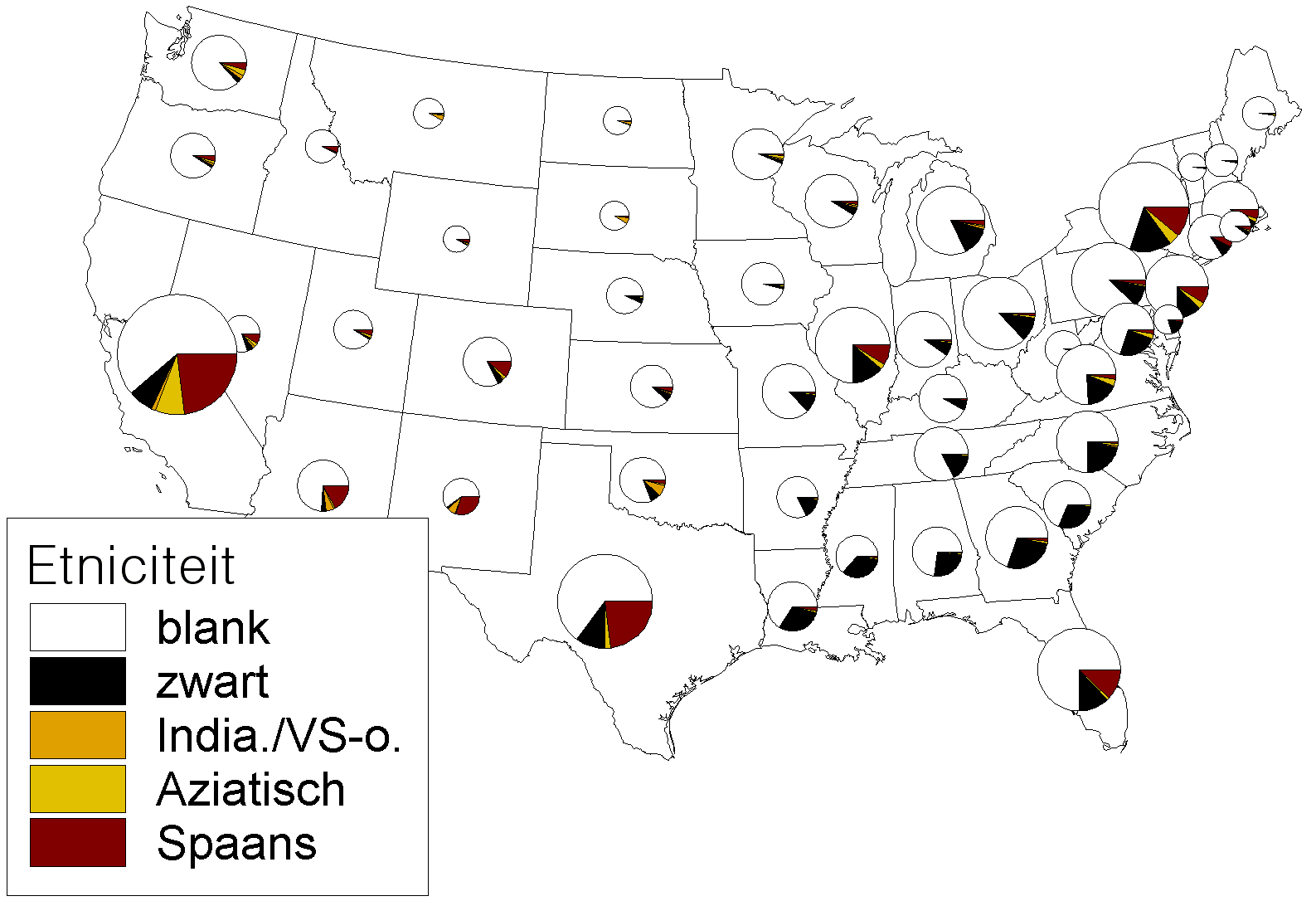
Cartogram

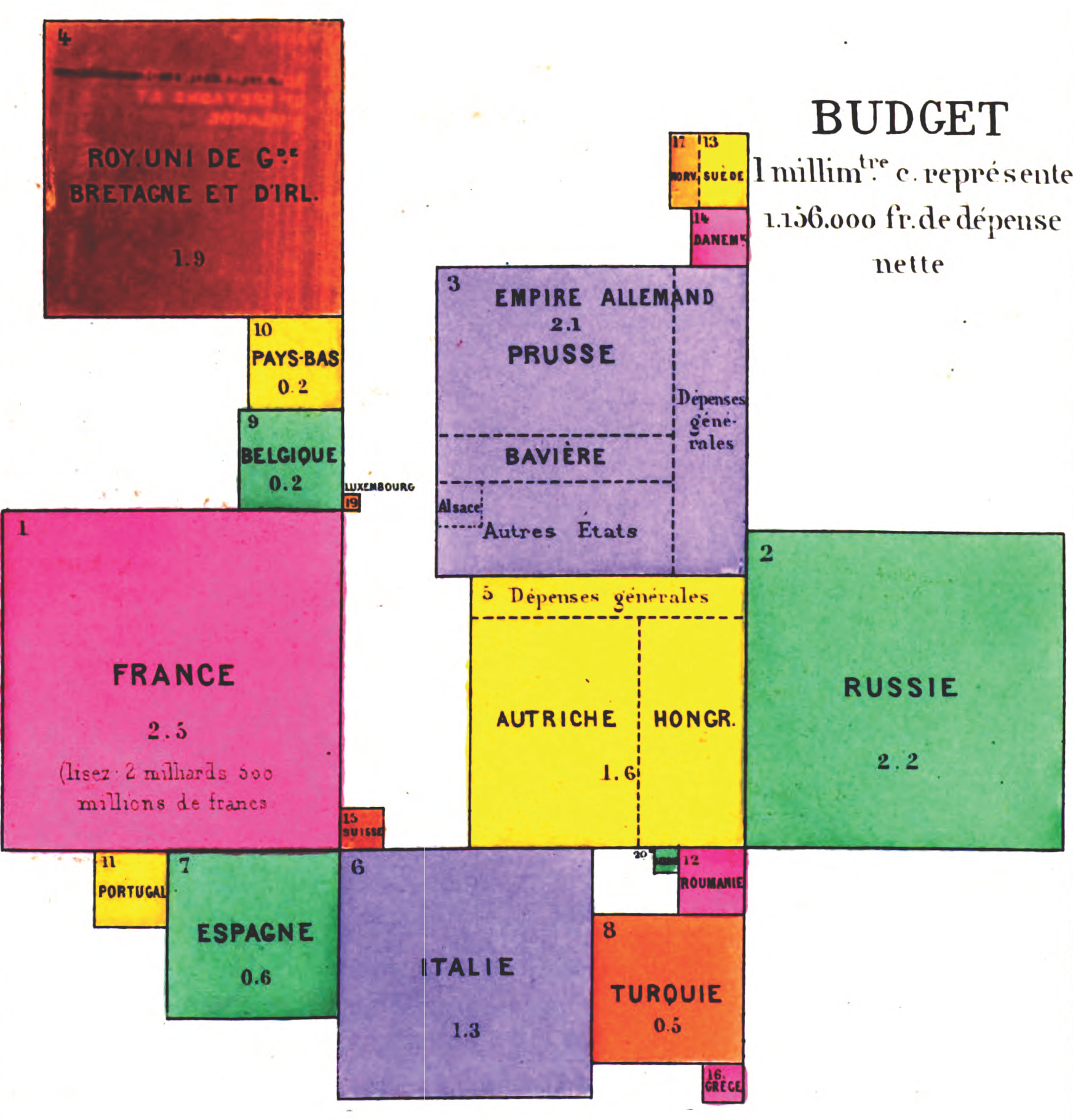
Cartogram van Levasseur

## Cartogram
Algemeen: Een cartogram (ook wel diagramkaart) geeft op een kaart met een diagram aan hoe in die gebieden bepaalde statistische gegevens zich onderling verhouden (taartdiagram) of in tijd ontwikkelen (lijn- of staafdiagram). Deze kaart kan al snel te ingewikkeld zijn: het scheiden van de diagrammen en de kaart, of meerdere kaarten per taartsegment – zodat er geen diagrammen meer nodig zijn – kan dan een betere oplossing zijn.
De voorbeeldkaart links is uit een reeks cartogrammen of anamorfosen van Europa, gepubliceerd in 1876 door Pierre Émile Levasseur, de vroegst bekende cartogrammen ooit geproduceerd. Deze schaalt elk land volgens zijn nationale begroting; anderen schaalden ze op gebied, bevolking en religieuze aanhangers. De omvang van een locale entiteit is proportioneel aan de waarde binnen het thema, terwijl de locatie zoveel mogelijk is afgebeeld naar de natuurlijke locatie.
In de voorbeeldkaart rechts is etniciteit weergegeven bij middel van taartdiagrammen. Gebruikelijk en het zuiverst is om de grootte van 'elke taart' per gebied af te laten hangen van de aantallen per gebied, zoals ook hier het geval is. Daardoor wordt de 'ernst' van een hoog of laag percentage extra duidelijk, omdat de grootte van de taartpunt dus ook aantallen weergeeft. Er wordt zo wel (te) veel informatie gelijktijdig weergegeven; de lezer kan andere conclusies gaan trekken dan de auteur wellicht had willen vertellen. De kaart is om nog een andere reden ver van perfect: op deze schaal zijn niet alle gegevens goed te zien, zoals in het noordoosten. Er had beter gekozen kunnen worden voor vijf afzonderlijke, kleine choropleten naast elkaar, dus één kaart per entniciteit als percentage van de bevolking per staat.

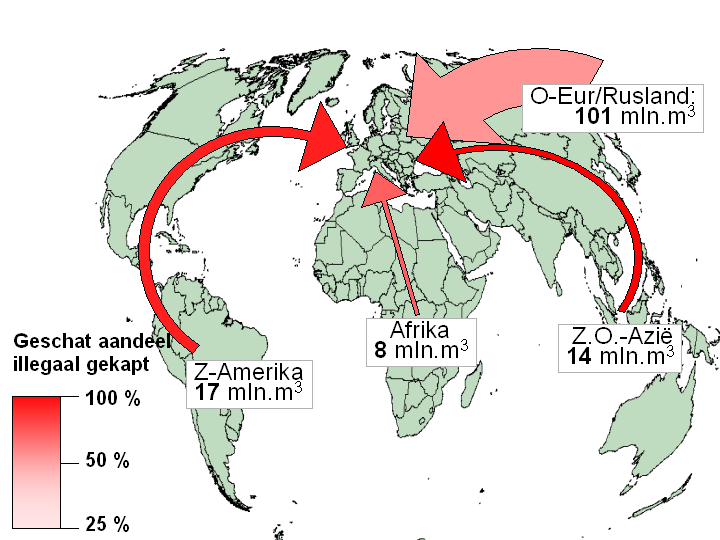
Bewegingskaart

## Bewegingskaart
Algemeen: Een bewegingskaart of stroomdiagram geeft een beweging weer van goederen of mensen. Denk aan forensen, treinbewegingen, afvalstoffen, het aantal tonnen vervoer via scheepvaartroutes. De dikte van de lijnen wordt vaak gebruikt om de aantallen / hoeveelheden goederen weer te geven, de lijnen zelf kunnen (geografisch correct) over de (vaar)wegen heen gaan, of deze kunnen met een mooie boog (schematisch) van plaats tot plaats of gebied tot gebied gaan. Er zijn drie soorten bewegingskaarten. Zonder pijlen, pijlen die één kant op gaan, pijlen die beide kanten opgaan. Soms beschrijven de pijlen (ongeveer) de geografische ligging van kanalen of routes, vaker zijn ze schematisch (zoals in de voorbeeldkaart). De dikte van de pijl kan de grootte weergeven van het transport, zoals bij een figuratieve kaart. De kleur van de pijl kan kwalitatief zijn (zoals bij de chrorochromatische kaart, bijvoorbeeld uit welk werelddeel het komt) maar ook kwantitatief zijn (zoals bij de choropleet, bijvoorbeeld het percentage van die transport stroom) mits het procentueel wordt uitgedrukt. De kleur van de pijl mag dus niet (naast de dikte) de grootte van het transport weergegeven. De lengte van de pijl moet representatief zijn voor de lengte van het transport, anders kan bij de kaartlezer een verkeerd beeld ontstaan.
In de voorbeeldkaart zijn houthandelsstromen te zien. Deze worden met pijlen van verschillende dikte weergegeven, afhankelijk van de hoeveelheid hout. Gezien de onzekerheden (het percentage illegaal hout, herkomstland en bestemming), zijn de grove aanduidingen van de pijlen en de slechts 'ongeveer' af te lezen percentages terecht.

## Dasymetrische kaart
Een dasymetrische kaart is een alternatief voor een choropletenkaart. Net als bij een choropletenkaart worden de gegevens verzameld per opsommingseenheid. Maar in plaats van de gegevens in kaart te brengen zodat de regio uniform lijkt, wordt aanvullende informatie gebruikt om een meer gedetailleerde verdeling van het verschijnsel binnen elke opsommingseenheid te schatten. Zo kunnen bijvoorbeeld gegevens over de bodembedekking (bos, water, grasland, verstedelijking) worden gebruikt om de verdeling van de bevolkingsdichtheid op districtsniveau te verfijnen.

## Samengestelde of multivariate kaart
Een samengestelde kaart (ofwel een polythematische kaart) is een combinatie van bovenstaande kaarten, al of niet met ook nog een topografische component. De figuratieve kan bijvoorbeeld goed met een choropleet of chorochromatische kaart worden gecombineerd. Echter, de kaart moet rustig blijven en de beide thema's moeten tezamen een meerwaarde vormen. In alle andere gevallen moet er vooral zo veel mogelijk voor gekozen worden om de kaarten apart aan te bieden..

## Virtual Reality als cartografische toepassing
Virtual reality, tot slot, kan gezien worden als een nog geavanceerdere techniek om de gemodelleerde kaartwereld dichter bij de werkelijkheid te brengen. Daar waar de gebruiker naartoe kijkt, loopt of klikt, wordt driedimensionaal de omgeving van bijvoorbeeld nieuwbouwprojecten in beeld gebracht. Bij inspraak van omwonenden kunnen deze technieken veel helder maken, maar ook bij beleidsmakers en de ontwerpers zelf kan zo voorkomen worden dat wellicht (omgevings)factoren over het hoofd worden gezien. Zo laat de gemeente Apeldoorn omwonenden via internet een virtuele ballonvlucht maken over de stad zoals die er rond de 'kanaalzone' over een aantal jaren uit moet komen te zien.

## Meest voorkomende fouten
De keuze voor het soort kaart is vooral afhankelijk van de beschikbare gegevens én wat de kaartenmaker wil (of moet) zeggen. Doordat kaartmakers – onbewust – de choropleten en chorochromatische kaarten vaak verwarren (dat wil zeggen, 'zomaar een van beide kaarten toepassen') gaat er iets mis. Zo plaatste NRC Handelsblad in augustus 2005 een kaart van Afghanistan met daarop het aantal hectare papaver per provincie. Uiteraard hebben provincies verschillende oppervlakten. De juiste keuze was daarom geweest: een figuratieve kaart, dus, per provincie een grotere of kleinere cirkel, waarbij de grootte het aantal hectares representeert. Er was echter gekozen voor een choropleet; hoe donkerder de kleur, hoe meer hectare papaver er is. Kleine provincies krijgen dan echter dus een te lichte kleur, grote provincies hebben bijna per definitie een donkerdere kleur. Grote vlakken met donkere kleuren geven zo een totaal verkeerd beeld. De legenda kan juist worden verondersteld, echter, de lezer wordt toch vrijwel zeker verkeerde conclusies opgedrongen, óf hij geeft het op. Een andere oplossing had kunnen zijn om het aantal hectare papavergrond per hectare (provinciegrond) weer te geven. Vergelijk de 'foute' figuur met de choropleet.